# Arnao Guillén de Brocar

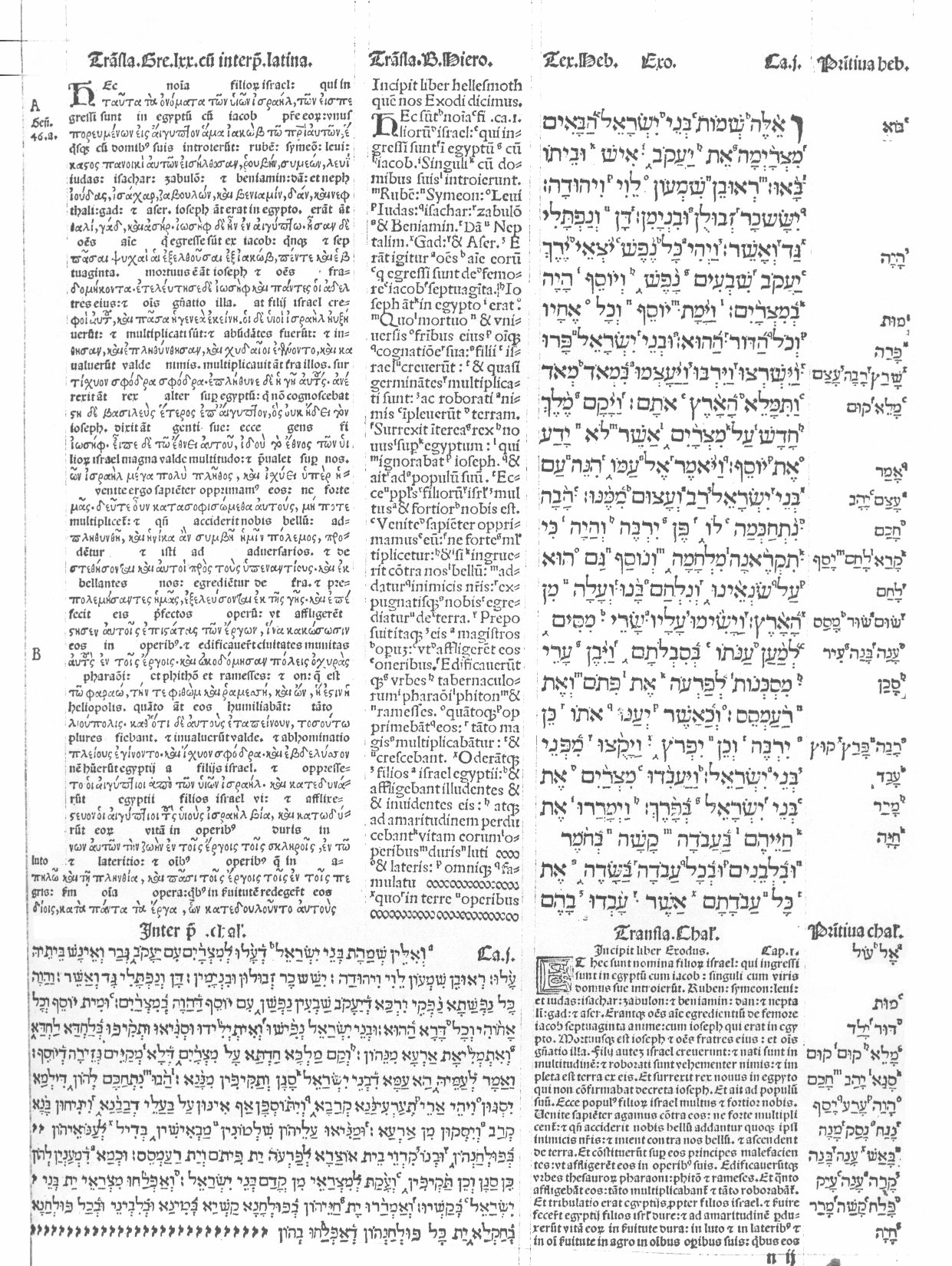
Imagen de la Biblia Políglota Complutense, la obra máxima de Arnao Guillén de Brocar.

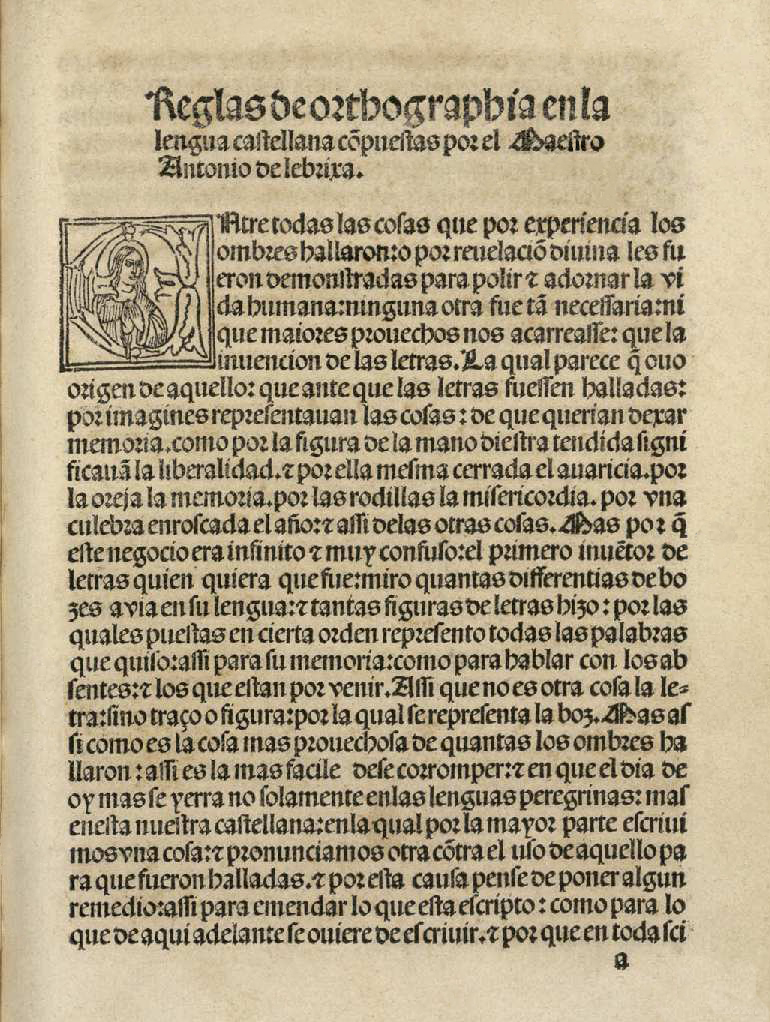
Reglas de orthographia en la lengua castellana (1517) fue el primer libro sobre ortografía española.

Arnao Guillén de Brocar (¿Brocq o Brochard?, Francia, ca. 1460 — Alcalá de Henares, 1523), conocido también como Arnaldo Guillén de Brocar y Arnaldus Guilliermus de Brocario, fue un tipógrafo impresor, grabador de letras y editor francés, de los siglos XV y XVI. Todo su trabajo conocido lo realizó en España.

## Biografía
Originario de Francia, no existe certeza sobre su lugar de nacimiento del que se manejan dos posibilidades: que procediera de Brocq, situado a doscientos kilómetros de Toulouse, donde se formó como tipógrafo, o de Brochard, en el condado de Evreux, vinculado a la casa real de Navarra. Se da por seguro que trabajó en Toulouse a las órdenes de Henri Mayer y que en esta ciudad entró en contacto con Juan Párix quien posteriormente se trasladó a Castilla. 
Se instaló en Pamplona hacia 1490, donde trabajó durante doce años, hasta 1501. Aquí se casó con la pamplonesa María de Zozaya y tuvo tres hijos, Juan, Pedro y María.
De este periodo se conocen 28 impresiones, entre libros y hojas sueltas, de los cuales 27 son incunables. Entre otros figuran el Manuale secundum consuetudinem Ecclesie Pampilonensis (1490), el Epílogo en medicina y cirugía de Johannes de Ketham (1495), el Título virginal de Nuestra Señora de fray Alonso de Fuentideaña (1499), y la Crónica Troyana de Guido de Colonna (ca. 1500).
En 1501 se trasladó a Logroño; allí imprimió las Elegantiae de Agostino Dati (1502), el Sacramental de Clemente Sánchez de Vercial (1504) o las Introductiones latinae de Nebrija, que presentó al Cardenal Cisneros. En 1511 se mudó a Alcalá de Henares, supuestamente a la calle del Tinte, requerido por Cisneros, aunque no cerró su taller de Logroño hasta 1514.
En Alcalá imprimió hasta su muerte, acaecida en 1523, textos para la Universidad de Alcalá y la famosa Biblia Políglota Complutense, distribuida en 1522 tras el permiso religioso, pero impresa entre los años 1514 a 1517. La última obra que imprimió es Questiones logicae de Antonio Coronel en 1523.
A la vez que trabajaba en Alcalá montó la imprenta de las bulas del monasterio de Nuestra Señora del Prado de Valladolid, donde trabajó desde 1514 a 1519, y la del convento de San Pedro Mártir de Toledo o de las Bulas, que atendió de 1518 a 1521. Ambas imprentas se dedicaron a imprimir la Bula de la santa Cruzada. Eran concesiones reales, y para ellas realizó los juegos originales de punzones y matrices de letra. Con ese diseño de letra -gótica- se realizaron millones de ejemplares de bulas de cruzada hasta la década de 1560, de los que apenas se conservan un puñado porque se trataba de impresos modestos, de una hoja y efímeros, ya que su vigencia era anual. 
Fue uno de los impresores más importantes del Renacimiento, distinguido por Carlos I con el título de Tipógrafo Real, distinción que más adelante obtendrá su hijo Juan. A su muerte en 1523 la actividad impresora y editora continuó progresando bajo la dirección de su yerno Miguel de Eguía.

## Obras
Destacan:
- Gramática castellana, de Elio Antonio de Nebrija 1492
- Diccionario latino-español (1492) y el Vocabulario español-latino (1495).
- Crónica Troyana, edición española de Historia destructionis Troiae, de Guido delle Colonne, (ca. 1500).
- Elegantiae de Agostino Dati 1502
- Sacramental de Clemente Sánchez de Vercial (1504).
- De amicitia vera et ficta de Rodrigo de Enciso, (ca. 1502-05)
- Obra de Agricultura compilada de diuersos auctores de Gabriel Alonso de Herrera, Alcalá de Henares, 1513
- Opuscula... Cato maior sive de senectute de Marco Tullio Cicerón, s. a.
- Tabla de la diversidad de los días y horas, de Nebrija, de 1516
- Reglas de orthographía en la lengua castellana compuestas por el Maestro Antonio de Lebrixa (1517).

### Biblia Políglota Complutense
La Biblia Políglota Complutense, o Biblia Sacra Polyglota, nunc primum impressa, se imprimió entre 1514 y 1517 en seis volúmenes en folio. Arnao Guillén de Brocar grabó y fundió expresamente nuevos caracteres latinos, griegos, caldeos y hebreos. El texto de la Vulgata está en letra gótica, el griego del Antiguo Testamento en cursiva, y el del Nuevo en minúscula. El diseño tipográfico es de una gran complejidad ya que aparecen en una misma página distintos alfabetos a distintos cuerpos. 
Era la primera edición de la Biblia en la que aparecían juntos el texto latino de la Vulgata, la versión griega de los Setenta con la traducción latina interlineal, el texto hebreo del Antiguo Testamento y la paráfrasis caldea. Junto a todo ello un Vocabularium Hebraicum atque Chaldaicum y las Introductiones artis Grammatice Hebraice. La edición fue por fin dada al público en 1520 tras la autorización del papa León X. Se imprimieron seiscientos ejemplares que se vendían a seis ducados y medio, a pesar de haber importado al menos unos 50 000 ducados.
Parece ser que Cisneros requirió los servicios de Brocar aconsejado por Antonio de Nebrija para quien había trabajado anteriormente en Logroño.